# Etiopismo
L'etiopismo è un movimento nazionalista nato agli inizi del Novecento.
L'obiettivo è riunire sotto la monarchia etiope tutte le popolazioni nere, in un movimento di emancipazione non solo politico, ma anche spirituale e culturale. Nei primi del Novecento, infatti, gli etiopisti, guidati da Marcus Garvey, il cui ministero è spesso assimilato dai rastafariani a quello di Giovanni Battista precursore di Cristo, cominciarono a proiettare sull'Etiopia una viva attesa messianica. Infatti, altro punto fondamentale conseguente alla concezione biblica di messianismo e millenarismo propria dell'etiopismo, è il ritorno in patria dei figli della cosiddetta Diaspora Nera, gli schiavi neri sparsi per il mondo.
In quegli stessi anni, grazie anche alla predicazione di alcuni etiopisti, nasce una corrente di stampo religioso che si sviluppò inizialmente specie in Giamaica: il Rastafarianesimo, dal nome di Ras Tafari, l'Imperatore etiope che venne riconosciuto come Gesù nella Sua Seconda Venuta nel suo Carattere Regale od in ogni caso come una manifestazione di Dio secondo le profezie bibliche. A questo punto molti etiopisti confluirono naturalmente nel Rastafarianesimo, movimento religioso internazionale.